# Stadio Aldo Campo
Lo stadio comunale Aldo Campo di Ragusa è un impianto polisportivo che ospita le partite casalinghe dell'Unione Sportiva Ragusa
È dotato di 8 corsie per la pista d'atletica che circondano un campo in erba.Progettato all’inizio degli anni Sessanta, lo Stadio Aldo Campo fu inaugurato ufficialmente il 22 settembre 1968 in occasione dell’incontro Ragusa - Acireale 0-0.
È dotato di due tribune laterali (A, coperta, con seggiolini e tribuna stampa; B, gradinata riservata alla tifoseria organizzata locale) e una curva lato nord (tribuna C, dedicata agli ospiti).
A causa della scarsa attenzione delle amministrazioni comunali che si sono succedute negli ultimi anni, oggi la struttura nel complesso si presenta obsoleta e priva di servizi, con visuale ridotta per la notevole distanza delle tribune dal campo di gioco, dovuta in particolare alla presenza di una pista d'atletica in disuso da anni. Gli unici lavori hanno riguardato la messa in sicurezza dell'ingresso, da tempo pericolante, e il miglioramento energetico degli ambienti interni della struttura.
Lo stadio è stato dedicato, nella stagione 2001-2002, ad Aldo Campo, un calciatore degli anni trenta, ma è comunemente conosciuto come Selvaggio , in quanto si trova nella contrada omonima. La tribuna B è stata intitolata nel 2005 al tifoso Emanuele Firrito.

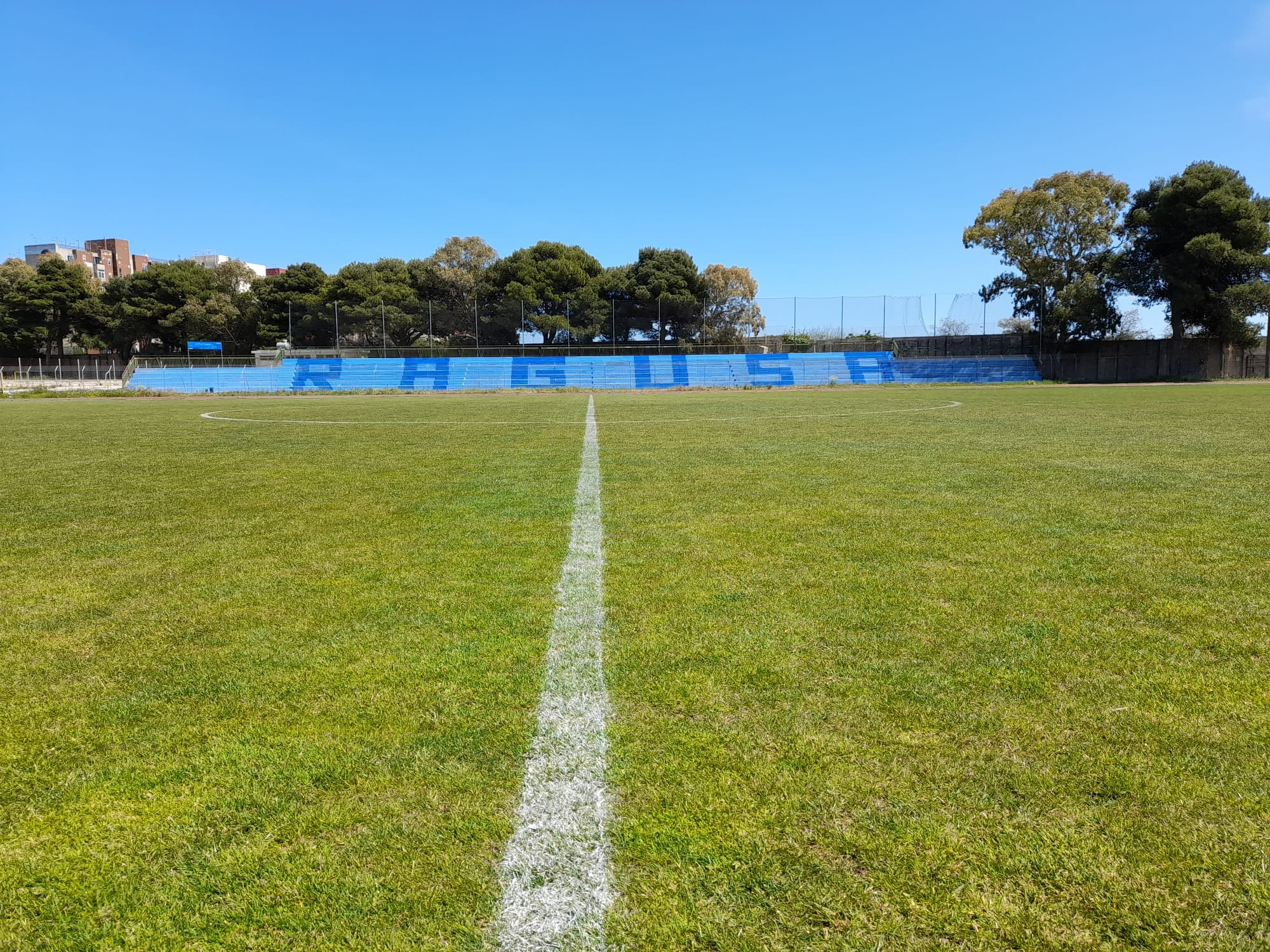

## Settori e capienza
Lo stadio negli anni a seguito delle leggi sulla sicurezza negli stadi, ha ridotto la sua capienza che dapprima era di 4.500 posti. La capienza attuale dello stadio è di 3.300 posti, così distribuiti:
| Settore                                 | Capienza |
| --------------------------------------- | -------- |
| Tribuna A Centrale                      | 2.200    |
| Tribuna B (Gradinata "E. Firrito")      | 800      |
| Tribuna C - Curva Nord (Settore Ospiti) | 300      |
| Totale                                  | 3.300    |